# Mongolfiera

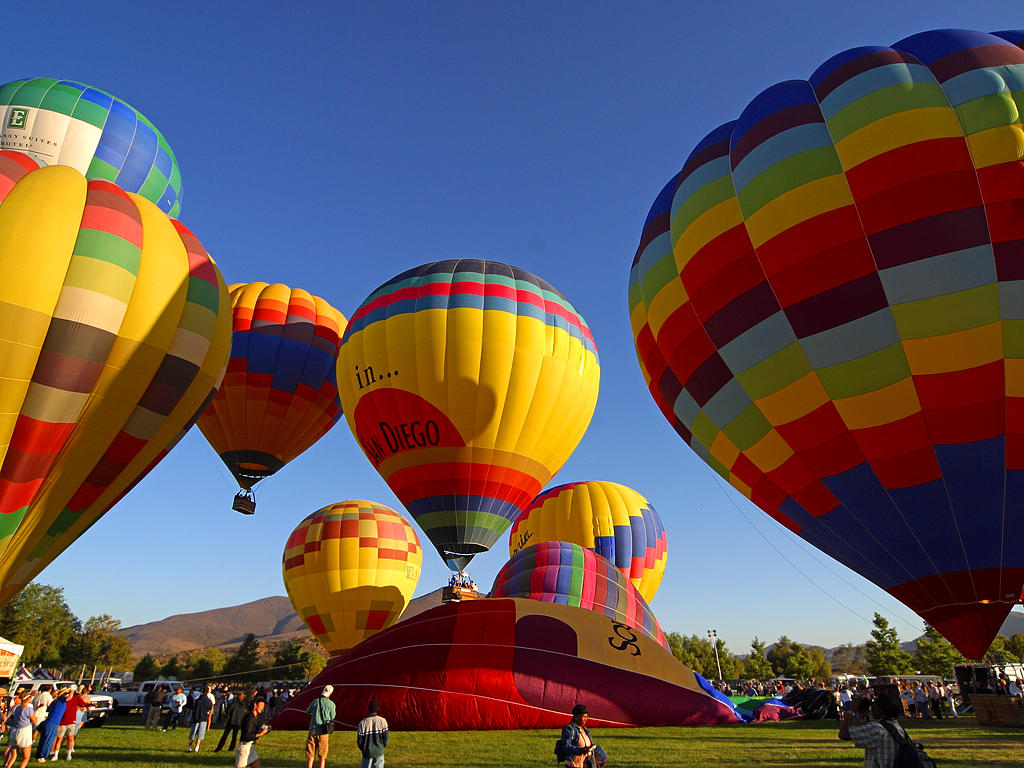
Una manifestazione di mongolfiere in una assolata giornata estiva.

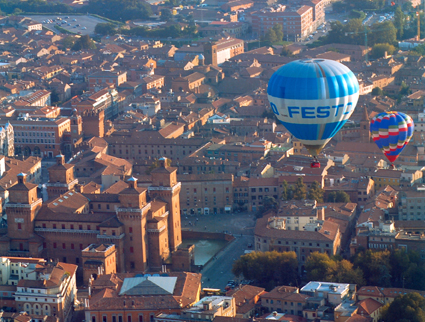
In volo durante il Ferrara Balloons Festival.

La mongolfiera, anche nota come pallone ad aria calda, è un aeromobile che utilizza aria calda, meno densa di quella circostante, per ottenere una forza o spinta verso l'alto necessaria per sollevarsi da terra secondo il noto principio di Archimede. Fa parte della categoria degli aerostati, veicoli aerei che utilizzano gas per sollevarsi ed è il tipo più comune di pallone aerostatico.
In realtà il gas interno più leggero non è, a rigore, aria, ma una miscela di aria calda e di gas prodotti dalla combustione (generalmente di propano). Solo inizialmente il pallone mediante un ventilatore viene riempito di aria che poi viene sostituita dai prodotti della combustione. Le mongolfiere, quando sono in volo, vengono trasportate dal vento e dalle correnti in quanto non possiedono strumenti direzionali propri. Questo li differenzia dai dirigibili che, pur essendo mantenuti in volo da principi simili, possiedono invece motori ed eliche in grado di influenzare il percorso del mezzo.

## Storia

### Palloni ad aria calda premoderni

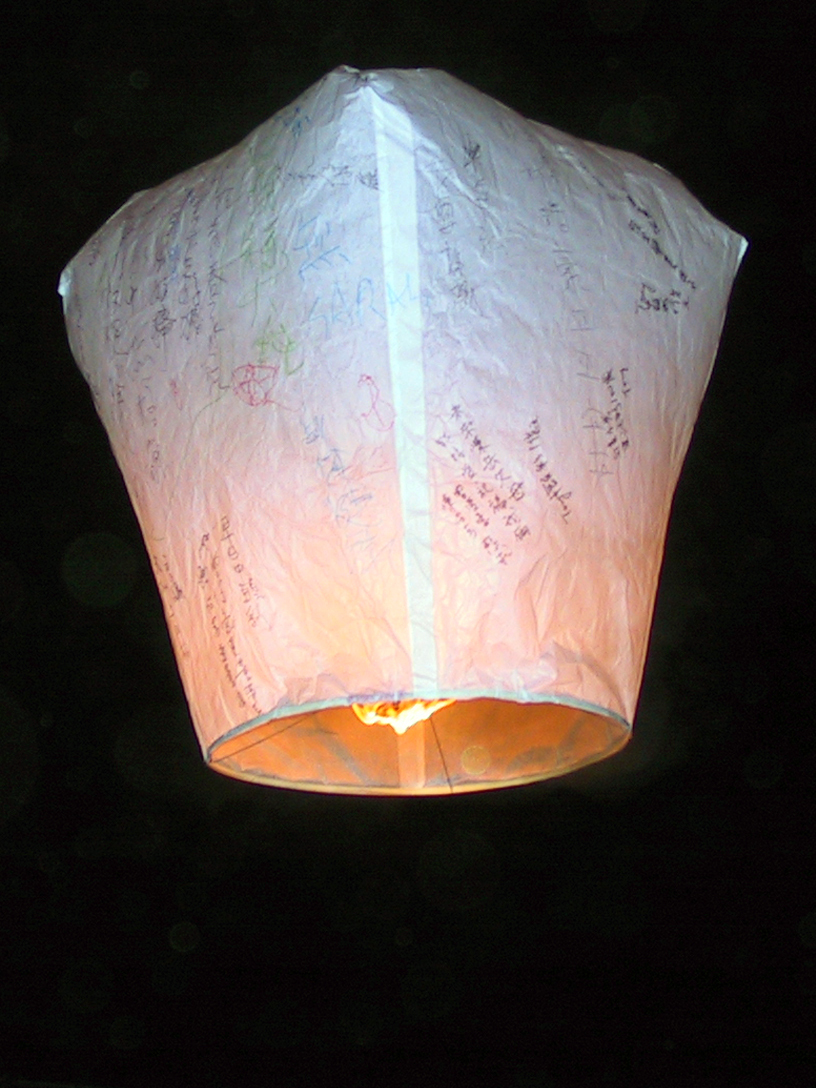
Una lanterna celeste, il più antico tipo di pallone ad aria calda.

I palloni ad aria calda (senza equipaggio) sono comuni nella storia cinese. Zhuge Liang del Regno di Shu Han (220-280 d.C.) usava le mongolfiere di carta per segnalazioni militari. Queste erano conosciute come lanterne Kongming (孔明灯).
Il primo volo documentato di un pallone ad aria calda in Europa venne condotto dal presbitero portoghese Bartolomeu de Gusmão l'8 agosto del 1709 a Lisbona, in Portogallo. Egli riuscì a far decollare un piccolo pallone fatto di carta piena d'aria calda a circa 4 metri dal suolo davanti alla corte del re Giovanni V.

### Primo volo con equipaggio

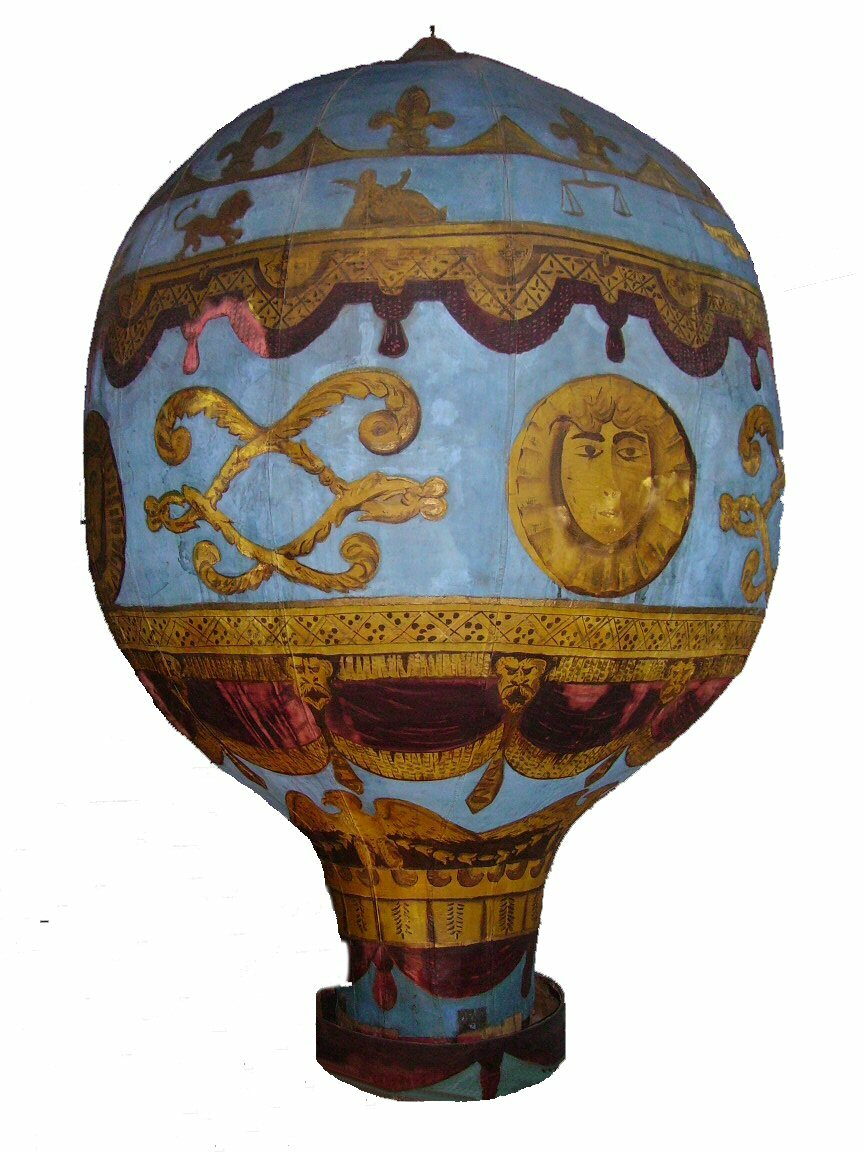
Un modello del pallone dei fratelli Montgolfier al Museo della scienza di Londra.

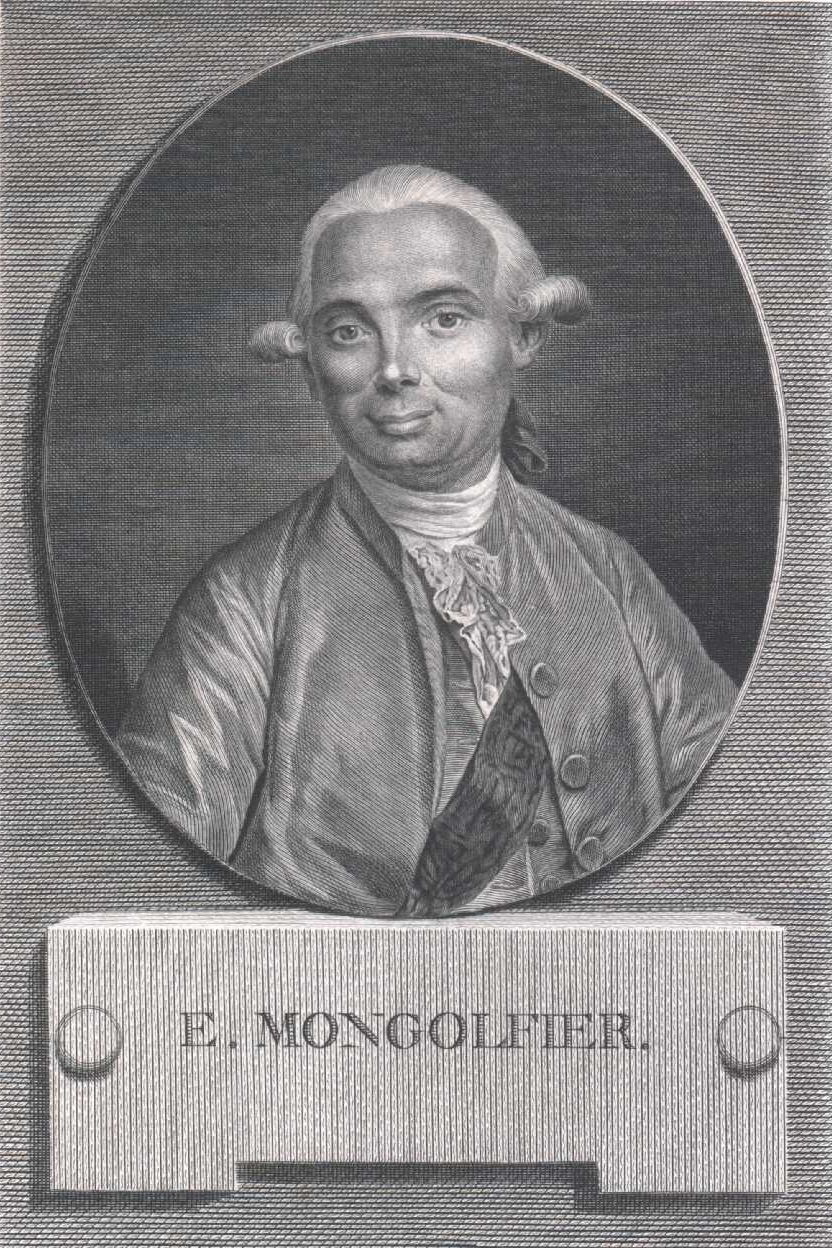
Jacques Étienne Montgolfier

Il primo volo accertato di un pallone capace di portare persone avvenne il 19 ottobre 1783 a Parigi, in Francia. Il pallone usava aria calda per galleggiare nell'aria e venne creato ad Annonay da Joseph-Michel e Jacques-Étienne Montgolfier (da cui il nome mongolfiera). In quell'occasione il pallone era "vincolato" a terra e portava a bordo lo scienziato Jean-François Pilâtre de Rozier, Jean-Baptiste Réveillon e Giroud de Villette. Il primo volo "libero" avvenne circa un mese dopo, il 21 novembre 1783.. Da ricordare la prima trasvolata della Manica ovvero lo stretto di Dover, nel 1785 compiuta da Jean-Pierre Blanchard e John Jeffries

### Pionieri italiani
Pioniere del volo aerostatico in Italia fu il conte Paolo Andreani, discendente della nobile famiglia milanese Sormani-Andreani. Impressionato dall'impresa dei fratelli Montgolfier, il conte decise di replicarla nel giardino della sua villa di campagna a Moncucco di Brugherio, commissionando agli architetti Gerli la costruzione di una mongolfiera. Il 13 marzo 1784 Paolo Andreani, in compagnia di Giuseppe Rossi e Gaetano Barzago, due operai che avevano partecipato alla realizzazione del pallone, volò per quasi mezz'ora coprendo 6 miglia e raggiungendo un'altezza di circa 1500 metri prima di atterrare nei pressi di Caponago.
Dopo Andreani, Giovanni Luder, del Granducato di Toscana, volò nel 1795 da Firenze alla Pieve di Remole (ca. 15 km), e poi Francesco Zambeccari e Pasquale Andreoli, tra il 1803 ed il 1809, compirono numerose ascensioni, con partenze da Bologna e da Forlì.
Fra le donne, va ricordata Antonietta Cimolini, che compì numerose ascensioni spettacolari in Italia ed all'estero, spesso col marito Giuseppe Silimbani. Purtroppo, Antonietta morì nel 1904, a seguito di un incidente provocato dal maltempo, nei pressi di Buenos Aires, in Argentina. Nel 1954, una targa commemorativa venne scoperta in suo onore, all'incirca nel luogo dell'incidente: Antonietta vi era definita "Aviatrice italiana, precorritrice dell'aeronautica argentina".
La prima traversata delle Alpi in mongolfiera fu effettuata dal pilota svizzero Eduard Spelterini nel 1898, protagonista negli anni successivi di altri nove sorvoli, l'ultimo dei quali nel 1913. Nel novembre 1906 attraversarono le Alpi anche gli italiani Celestino Usuelli e Carlo Crespi.

### Oggi
Le mongolfiere moderne con la sorgente d'aria calda a bordo vennero create da Ed Yost durante gli anni cinquanta. Il primo volo avvenne il 22 ottobre del 1960.

## Principi strutturali e pilotaggio

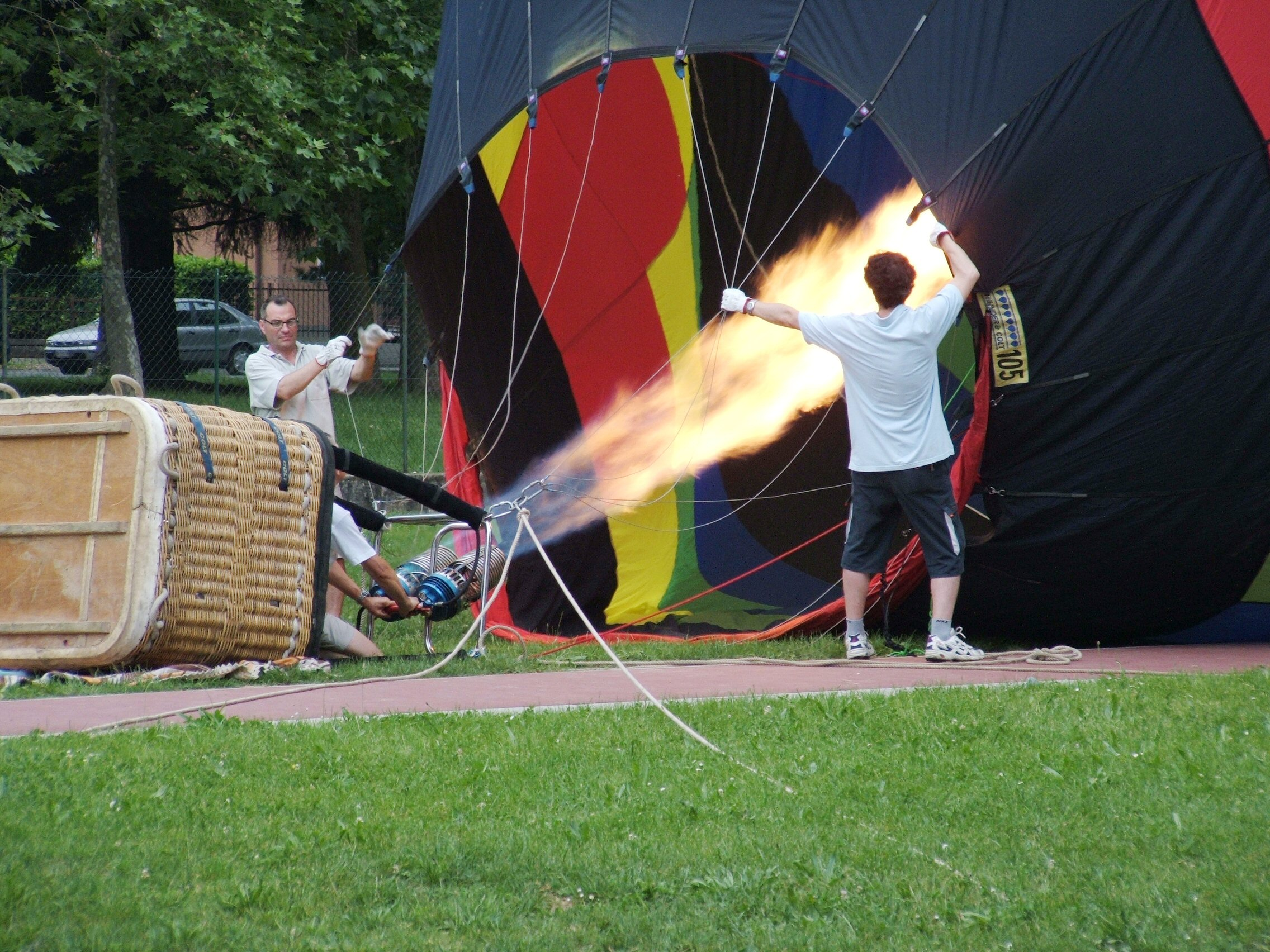
Una mongolfiera ad aria calda viene gonfiata per il volo sfruttando la dilatazione termica degli aeriformi.

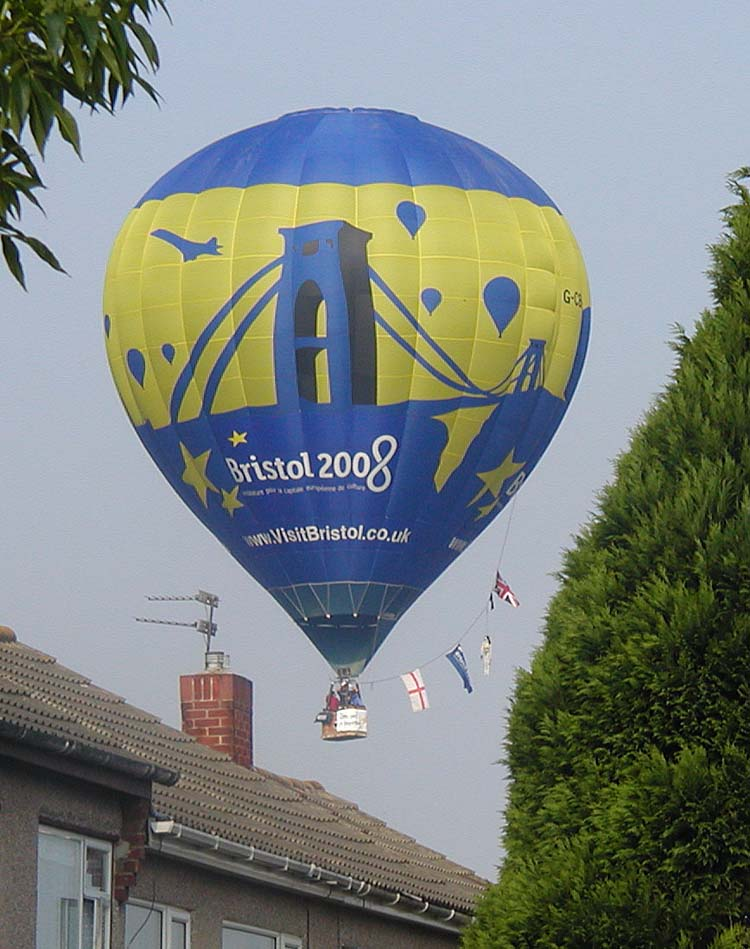
Mongolfiera in atterraggio (mancano circa 2 minuti) sopra Bristol.

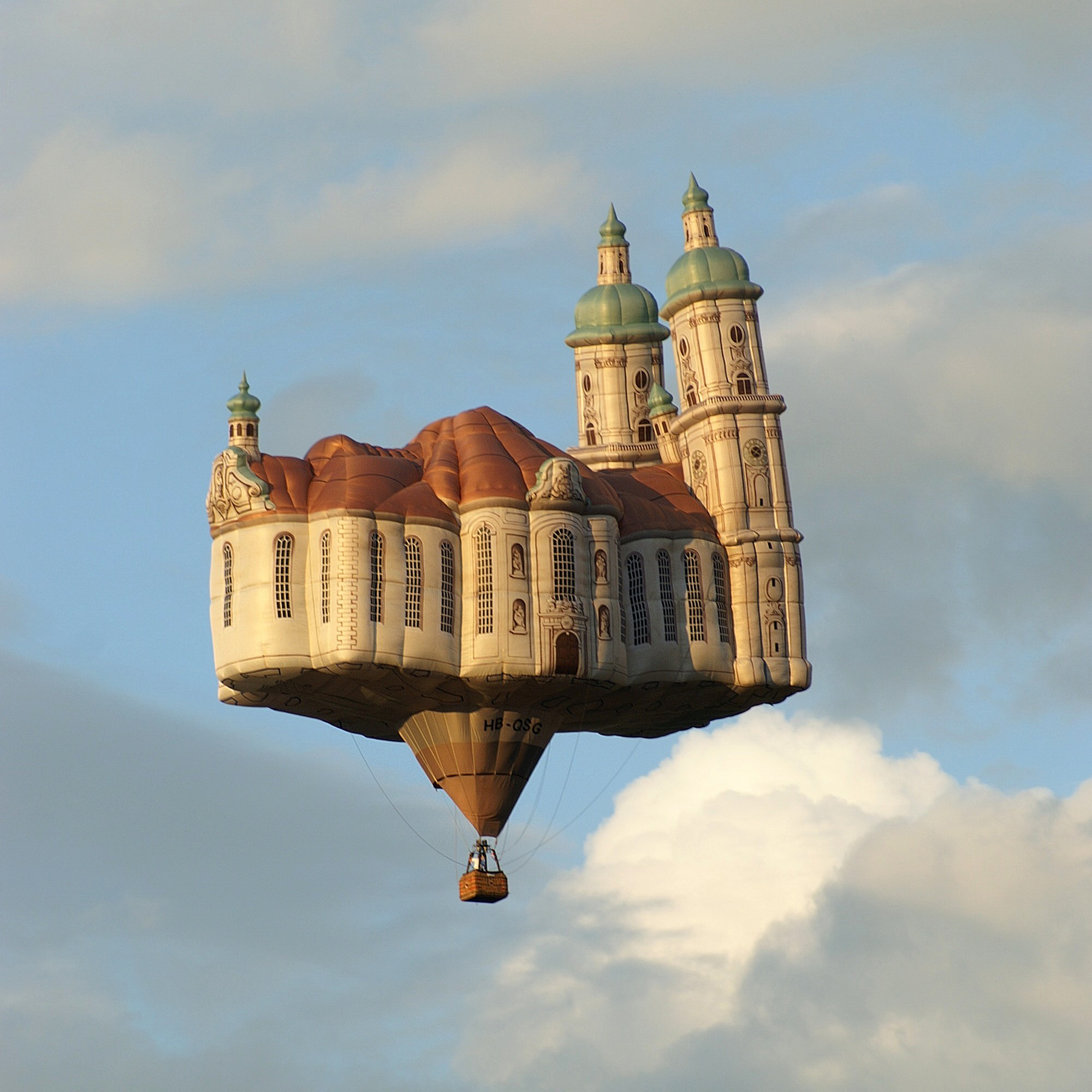
Una mongolfiera la cui forma riproduce quella dell'Abbazia di San Gallo, ripresa in volo tra Widnau e Lustenau durante l'Internationalen Ballontagen Alpenrheintal.

Una mongolfiera è costituita da un ampio pallone realizzato in tessuto monostrato (nylon). Il pallone ha un foro in basso, chiamato gola. Al pallone è vincolato un cesto, detto anche gondola, nel quale trovano posto il pilota ed i passeggeri. Montato sul cesto subito sotto la gola si trova il bruciatore, cui è lasciato il compito di riscaldare l'aria e di spingerla nel pallone stesso. L'aria riscaldata che si raccoglie nel pallone lo rende più leggero dell'aria circostante e determina la spinta ascensionale del pallone e del cesto ad esso vincolato. Le mongolfiere sono in grado di raggiungere quote altissime (in alcuni casi, palloni ad aria calda per uso scientifico sono giunti oltre i 20000 m di quota, ben al di sopra dei normali aeroplani).
Le mongolfiere moderne sono costruite utilizzando tessuti sintetici (come il nylon incrociato), dotati di leggerezza ed estrema resistenza meccanica. Durante la costruzione il tessuto viene tagliato in lunghi spicchi che vengono cuciti assieme a formare il pallone vero e proprio. Le cuciture sono quindi ricoperte da nastri ad alto carico, cui vengono fissate le funi che reggono la gondola. Il bruciatore, che ricorda da vicino un lanciafiamme, impiega il propano, un gas conservato allo stato liquido in apposite bombole.
La spinta ascensionale fornita da una mongolfiera dipende principalmente dalla differenza tra la temperatura esterna e quella dell'aria contenuta nel pallone. Questo significa che, a parità delle altre condizioni, in una giornata afosa la mongolfiera avrà meno spinta ascensionale rispetto ad una giornata fresca o fredda: per tale ragione i decolli delle mongolfiere avvengono solitamente durante le ore fredde (di notte, prima dell'alba o al sorgere del sole). In tal modo vengono anche evitati i movimenti termici per convezione, frequenti durante il giorno, che rendono la mongolfiera particolarmente difficile da governare.
Per la maggior parte delle mongolfiere le temperature operative possono raggiungere i 120 °C circa. Si noti che la temperatura di fusione del nylon è decisamente superiore (circa 220-230 °C), ma si utilizzano temperature ben inferiori dal momento che il tessuto, se esposto a temperature molto elevate, si degrada molto rapidamente riducendo la vita operativa della mongolfiera stessa. Utilizzando le temperature massime consigliate una mongolfiera moderna può volare per 400-500 ore prima della sostituzione del pallone. Naturalmente quando le prestazioni sono molto importanti un pilota può utilizzare temperature più elevate, ma sempre inferiori a 200 °C accettando un precoce invecchiamento della tela.
Nelle tipiche condizioni di utilizzo il pallone di una mongolfiera ha bisogno di circa 3 m³ di volume per ogni chilogrammo da sollevare. L’esatta quantità di spinta ascensionale dipende comunque dalla differenza di temperatura dell'aria tra l'interno e l'esterno del pallone, dell'altitudine sul livello del mare e dal grado di umidità dell'aria circostante.

In genere la spinta ascensionale decresce del 3% circa per ogni 1000 metri di quota (che corrisponde a circa l'1% ogni 1000 piedi).
Le dimensioni delle mongolfiere attuali variano molto a seconda del disegno e del modello: si parte dalle mongolfiere monoposto, dette anche Hoppers, che hanno un volume del pallone di poco inferiore ai 1000 m³ fino ad arrivare ai giganti utilizzati per escursioni commerciali in grado di sollevare una dozzina di persone, il cui pallone può raggiungere gli 8000 metri cubi. La maggior parte delle mongolfiere possiede un pallone di circa 2500 m³ ed è in grado di trasportare 3 o 4 persone.
Da un punto di vista direzionale il volo della mongolfiera è totalmente passivo, non potendo il pilota fare altro che variare la quota di volo. Tuttavia un attento studio dei venti in quota e delle loro direzioni, può consentire una certa navigabilità: il pilota può variare la quota fino a giungere all'interno di una corrente che ha la direzione da lui desiderata.
La fabbrica di mongolfiere più grande al mondo è la Cameron Balloons di Bristol, nel sud-ovest dell'Inghilterra.

## Attività sportive e competizioni
Un tipico volo in mongolfiera inizia togliendo l'involucro (pallone) dalla sua custodia. Un ventilatore, dotato di motore a combustione interna, viene poi utilizzato per il primo gonfiaggio, effettuato con aria non riscaldata, detto "a freddo". Tale gonfiaggio iniziale dà la forma di base al pallone e consente di espandere l'involucro e permettere al bruciatore di proseguire il gonfiaggio con l'aria calda. Durante la fase di gonfiaggio un membro dello staff regge una fune agganciata sulla sommità del pallone ed agisce come un semplice "contrappeso" alla progressiva salita dell'involucro, evitando così ondeggiamenti inutili. Il gonfiaggio risulta rallentato ed il pallone può raggiungere le sue dimensioni massime prima di innalzarsi da solo. Una volta che il pallone ha raggiunto la verticale della gondola, anche i passeggeri possono salire a bordo della navicella. A questo punto il pilota, agendo sul bruciatore, incrementa la temperatura dell'aria racchiusa nell'involucro e, grazie all'aumentata spinta di Archimede derivante, la mongolfiera tende lentamente ad alzarsi in cielo. Una volta che il volo si è concluso l'equipaggio sgonfia il pallone, distacca il bruciatore e la gondola e ripone il tutto in un apposito contenitore idoneo al trasporto.
Durante le competizioni i piloti debbono riuscire ad individuare la direzione del vento alle diverse quote. I piloti più esperti sono in grado di decollare, viaggiare per un po' in una direzione e poi, soltanto variando la quota, tornare verso il punto di partenza per l'atterraggio. A volte riescono ad atterrare nello stesso luogo da cui erano decollati.
Durante l'anno, i piloti si radunano nell'ambito di manifestazioni aeree in modo da potersi scambiare le esperienze maturate e mostrare al grande pubblico le spettacolari possibilità di questo sport.
Tra i rischi di questa attività vi sono:
- velocità eccessive (in senso verticale od orizzontale) durante l'atterraggio;
- linee elettriche e piloni;
- collisione con oggetti che possono far collassare (in tutto o in parte) il pallone;
- condizioni meteorologiche pericolose (degenerazioni temporalesche, forti venti, ecc.).

## In Italia
Tra le manifestazioni più importanti in Italia per le mongolfiere vi sono il Ferrara Balloons Festival di Ferrara, grande evento turistico alle porte della città estense in grado di portare al Parco Urbano circa 400000 persone nel 2009, il raduno dell'Epifania di Mondovì (CN) ed il Festival delle mongolfiere, nelle due sedi di Forlì e Treviso.